# Château Maucaillou

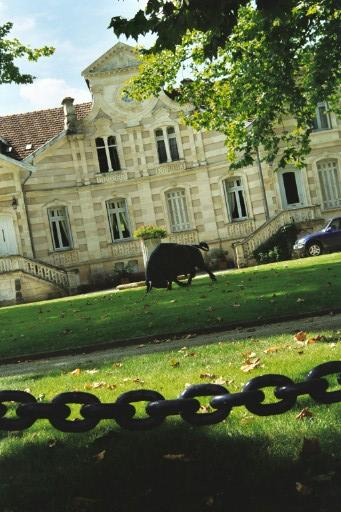
Château Maucaillou mit der Stierskulptur

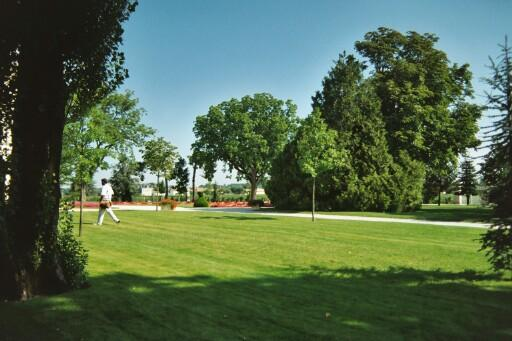
Garten von Maucaillou

Das Château Maucaillou ist eines der bekannten Weingüter von Bordeaux. Es liegt im Moulis, westlich von Saint-Julien und war bis zur Klassifikation von 2020 als Cru Bourgeois Supérieur eingestuft. Die Lage von Maucaillou auf dem freien Land nahe dem winzigen Bahnhof von Moulis ist prachtvoll.

## Lage, Boden und Rebflächen
Die Anbaufläche beträgt 82 ha. Die Weinberge liegen je zur Hälfte in den Gemeinden Moulis und Listrac-Médoc. Château Maucaillou hat großen Anteil an der eiszeitlichen Kiessandkuppe von Poujeaux, die das beste Terroir der Appellation Moulis darstellt. Der Flurname „Maucaillou“ nimmt darauf direkt Bezug – „caillou“ ist das französische Wort für (Kiesel-)Stein. Erzeugt wird ausschließlich Rotwein. Im Rebsatz überwiegen  mit zusammen 62 % Cabernet Sauvignon und Cabernet Franc. 32 % entfallen auf Merlot und 6 % auf Petit Verdot.
Die Weinbereitung folgt der klassischen Schule von Bordeaux mit langer Maischegärung in Edelstahlbehältern, malolaktischer Gärung und anschließendem 18 Monate dauerndem Ausbau in – großenteils neuen – Barriquefässern. Die Jahresproduktion liegt bei 480.000 Flaschen. Der Wein ist geschmeidig und harmonisch mit voller Frucht. Er entwickelt sich im Keller über mindestens zehn Jahre. Die Klasse des Weines von Maucaillou kommt auch darin zum Ausdruck, dass das Château Mitglied der exklusiven Union des Grands Crus ist. Der bekannte Weinkritiker Robert Parker stellt ihn auf eine Stufe mit den Grand Cru Classés. Als beste Jahrgänge der jüngeren Zeit gelten 1986, 1990 und 1996.

## Geschichte
Das Weingut ist eine relativ junge Schöpfung. Sein Ursprung liegt im Jahr 1871, als ein Handelsunternehmen in der Nähe des Bahnhofs ein Lager für seine Médoc-Weine errichtete. 1875 wurde dann das historistische Schloss erbaut. Sein Stil erinnert an die Villen des Badeortes Arcachon. Erbaut wurde es von J. Petit-Laroche, der Inhaber der Entrepôts de Moulis. Petit-Laroche wurde sogar zu k.u.k. Hoflieferanten ernannt. Seit den 1920er Jahren führt die Familie Dourthe das Château Maucaillou inzwischen in der sechsten Generation.
Das Gut unterhält ein Wein-Museum, dessen Besuch lohnend ist. U.a. wird neben vielen Exponaten und Modellen auch ein Film gezeigt, der die Aktivitäten und Ambitionen der Eigentümerfamilie zum Wein verbindet mit der Liebe zur Musik: der Patron dirigiert das Pariser Symphonieorchester.